# JADE Poland
JADE Poland – konfederacja polskich firm typu Junior Enterprise będących organizacjami świadczącymi usługi doradcze. Powstała w 2006 roku jako organizacja non-profit i obecnie zrzesza trzy polskie firmy konsultingowe: YPI Consulting z Krakowa, ConQuest Consulting z Warszawy oraz PBDA Polish Business Development Association z Poznania. 
Zadaniem JADE Poland jest promowanie idei Junior Enterprise w Polsce oraz troska o rozwój przedsiębiorczości wśród studentów. Jade Poland pomaga w tworzeniu nowych Junior Enterprise oraz wspomaga wymianę wiedzy, doświadczeń i informacji pomiędzy poszczególnymi JE. 
JADE Poland jest zrzeszona w JADE - European Confederation of Junior Enterprises, co umożliwia polskim JE kontakt z podobnymi firmami studenckimi z innych krajów Europy.